# Hormuz (sziget)
Hormuz-sziget egy iráni sziget a Perzsa-öbölben, amely a Hormuzi-szorosban található, és  Hormozgán tartomány része.

## Leírása

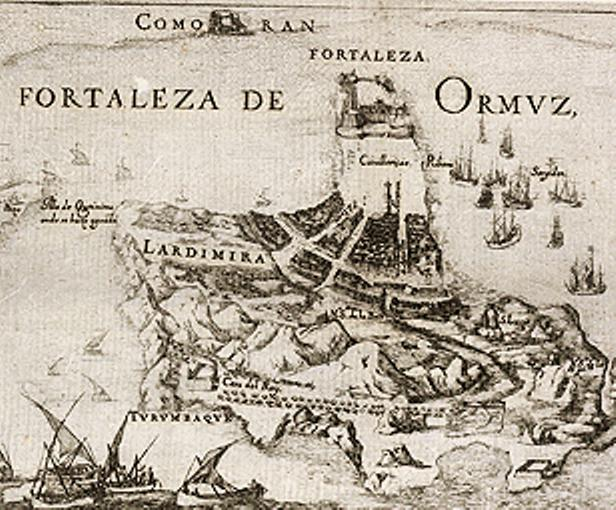
Hormuz egy régi térképen

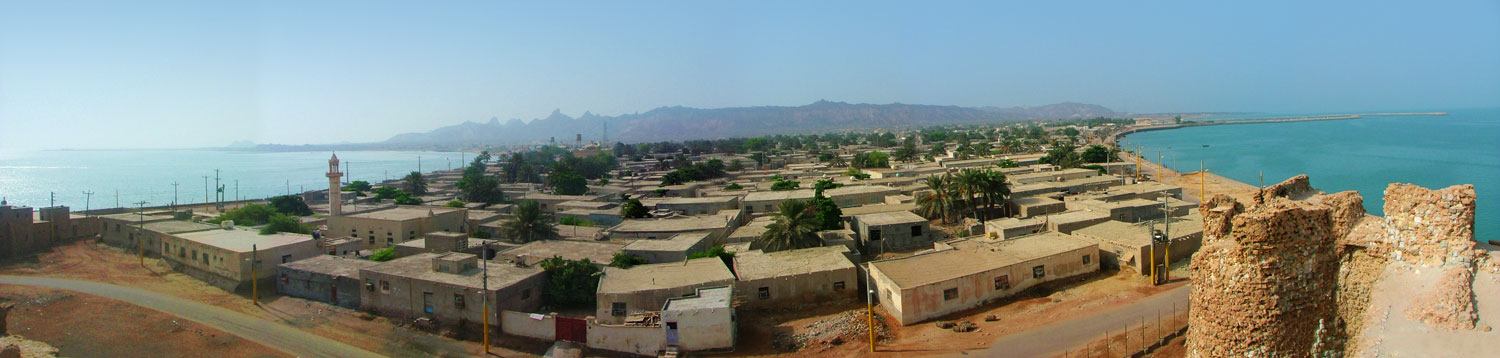
Hormuz mai látképe

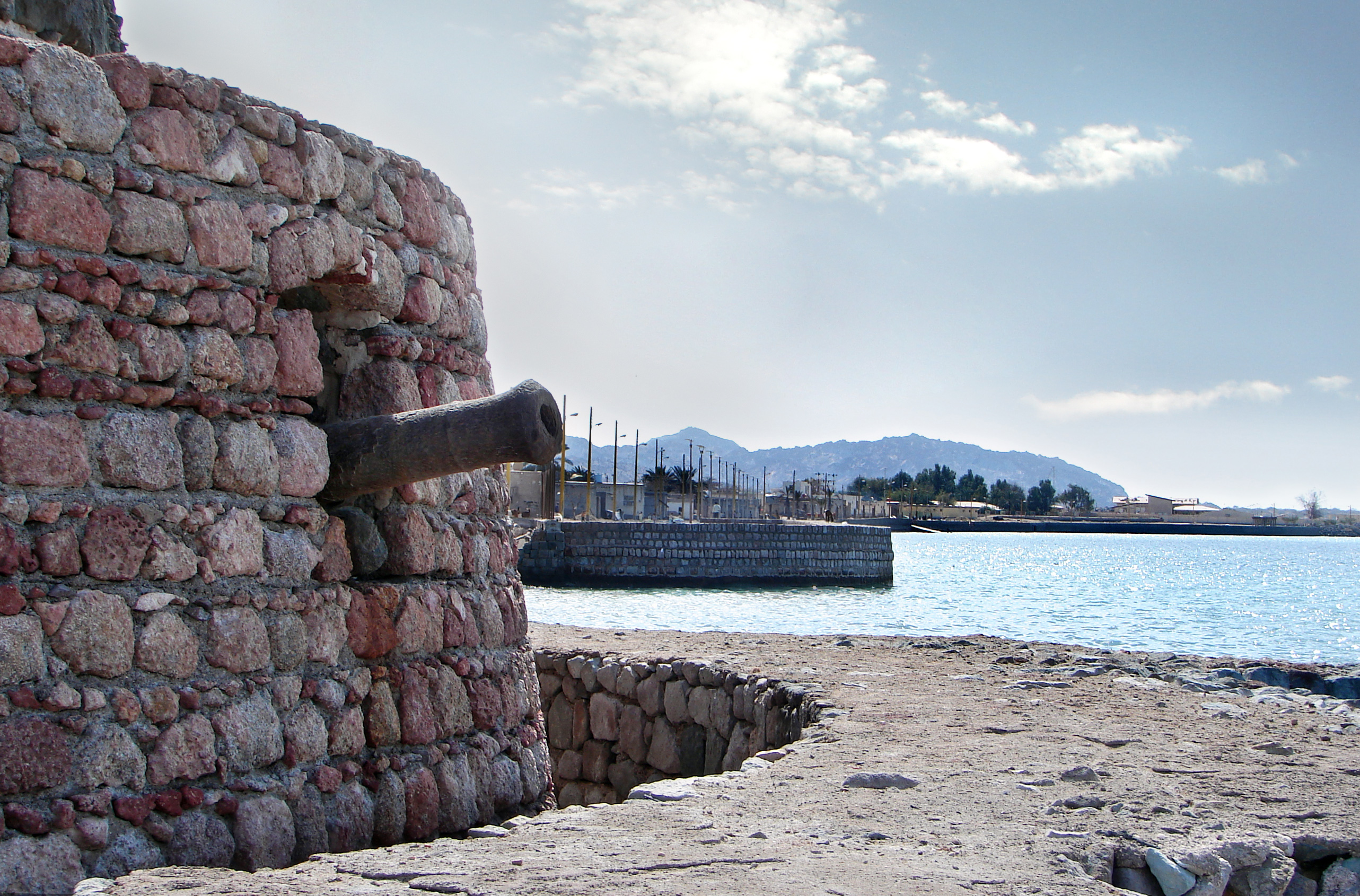
A Hormuzi-erőd

Többnyire kopár, dombos sziget, területe 42 km2. A szigeten Hormuzi falu az egyetlen állandó település. 
A sziget legmagasabb pontja 186 méter tengerszint feletti magasságú. A csapadék hiánya miatt a talaj és a víz sós. Az iráni mérnökök a friss vezetékes vizet Iránból, a szárazföldről a föld és a víz alatt vezették át a szigetre.
A sziget az ókori görögök alatt Organa, az iszlám időszakban Jarun néven volt ismert. A fontos kikötőváros Hormuzi, melyről a sziget a nevét vette, a szárazföldtől 60 km-re volt, a sziget közepén egy a szoros mindkét oldalára kiterjedő kisebb fejedelemséggel.
Jarun-sziget északi csúcsán egy új város épült, az új Hormuz, megkülönböztetésként a régi várostól a szárazföldön, amely romba dőlt. Lassan az új város nevét kezdték el használni a szigeten.
A sziget a rendkívül száraz és  nagyon forró nyári hónapok alatt nem volt ideális helyszín egy fejedelemség fővárosa számára, mivel a vizet a szárazföldtől kellett hozni. A helyszínen volt több évszázadon át az egyik legnagyobb kereskedelmi kikötő.
A híres velencei utazó, Marco Polo kétszer is ellátogatott Hormuzba. 1514-ben a portugálok elfoglalták a szigetet. A portugálok több mint egy évszázadig maradtak a szigeten, a portugál megszállás 1622-ben tetőzött, ekkor Hormuzt a közös angol-perzsa erők foglalták el.

## Nevezetességek

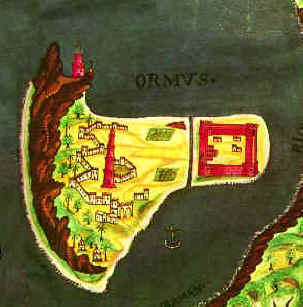
Hormuz szögletes erődje egy 16. századi képen

Hormuz szigete híres színes talajáról.
Hormuz-sziget talaj szőnyege, amelynek területe 1250 négyzetméter és 90 különböző színű talaj felhasználásával készült. A projekt létrehozása előtt a világ legnagyobb talaj szőnyege készült el a Kanári-szigeteken, melynek mérete 900 négyzetméter volt. Irán talajszőnyege a világ legnagyobbjának tekinthető, bekerült a Guinness rekordok közé is.
Hormuz-erődje romjai. 1591 körül Giovanni Battista Cairati építész erősítette meg az erődöt.